# Włochy na Zimowych Igrzyskach Olimpijskich 2002
Włochy na Zimowych Igrzyskach Olimpijskich 2002 reprezentowało 112 zawodników. Był to dziewiętnasty start Włoch na zimowych igrzyskach olimpijskich.

## Zdobyte medale
| Medal  | Zawodnik                                                                           | Dyscyplina sportowa   | Konkurencja                    |
| ------ | ---------------------------------------------------------------------------------- | --------------------- | ------------------------------ |
| Złoto  | Daniela Ceccarelli                                                                 | Narciarstwo alpejskie | Supergigant kobiet             |
| Złoto  | Stefania Belmondo                                                                  | Biegi narciarskie     | 15 km stylem dowolnym kobiet   |
| Złoto  | Gabriella Paruzzi                                                                  | Biegi narciarskie     | 30 km stylem klasycznym kobiet |
| Złoto  | Armin Zöggeler                                                                     | Saneczkarstwo         | Jedynki mężczyzn               |
| Srebro | Isolde Kostner                                                                     | Narciarstwo alpejskie | Zjazd kobiet                   |
| Srebro | Giorgio Di Centa Fabio Maj Pietro Piller Cottrer Cristian Zorzi                    | Biegi narciarskie     | Sztafeta mężczyzn              |
| Srebro | Stefania Belmondo                                                                  | Biegi narciarskie     | 30 km stylem klasycznym kobiet |
| Srebro | Michele Antonioli Maurizio Carnino Fabio Carta Nicola Franceschina Nicola Rodigari | Short track           | Sztafeta mężczyzn              |
| Brąz   | Karen Putzer                                                                       | Narciarstwo alpejskie | Supergigant kobiet             |
| Brąz   | Cristian Zorzi                                                                     | Biegi narciarskie     | Sprint mężczyzn                |
| Brąz   | Stefania Belmondo                                                                  | Biegi narciarskie     | 10 km stylem klasycznym kobiet |
| Brąz   | Barbara Fusar-Poli Maurizio Margaglio                                              | Łyżwiarstwo figurowe  | Pary taneczne                  |
| Brąz   | Lidia Trettel                                                                      | Snowboarding          | Gigant równoległy kobiet       |

## Wyniki reprezentantów Włoch

### Biathlon
Mężczyźni
- René Cattarinussi

sprint - 22. miejsce
bieg pościgowy - 20. miejsce
bieg indywidualny - 21. miejsce
- Devis Da Canal

sprint - 68. miejsce
- Paolo Longo

sprint - 49. miejsce
bieg pościgowy - 37. miejsce
bieg indywidualny - 33. miejsce
- Wilfried Pallhuber

sprint - 50. miejsce
bieg pościgowy - 33. miejsce
bieg indywidualny - 50. miejsce
- Rene Laurent Vuillermoz

bieg indywidualny - 72. miejsce
- Paolo Longo
René Cattarinussi
Devis Da Canal
Wilfried Pallhuber

sztafeta - 16. miejsce
Kobiety
- Katja Haller

bieg indywidualny - 47. miejsce
- Siegrid Pallhuber

sprint - 68. miejsce
- Michela Ponza

sprint - 46. miejsce
bieg pościgowy - 38. miejsce
bieg indywidualny - 36. miejsce
- Nathalie Santer

sprint - 40. miejsce
bieg indywidualny - DNF
- Saskia Santer

sprint - 36. miejsce
bieg pościgowy - 42. miejsce
bieg indywidualny - 39. miejsce
- Michela Ponza
Nathalie Santer
Katja Haller
Saskia Santer

sztafeta - 11. miejsce

### Bobsleje
Mężczyźni
- Günther Huber
Antonio Tartaglia

Dwójki - 8. miejsce
- Cristian La Grassa
Fabrizio Tosini

Dwójki - 11. miejsce
- Fabrizio Tosini
Andrea Pais de Libera
Massimiliano Rota
Giona Cividino

Czwórki - 19. miejsce
Kobiety
- Gerda Weissensteiner
Antonella Bellutti

Dwójki - 7. miejsce

### Biegi narciarskie
Mężczyźni
- Pietro Piller Cottrer

20 km łączony - 6. miejsce
30 km stylem dowolnym - 4. miejsce
- Giorgio Di Centa

15 km stylem klasycznym - 35. miejsce
20 km łączony - 4. miejsce
50 km stylem klasycznym - 11. miejsce
- Silvio Fauner

Sprint - 14. miejsce
30 km stylem dowolnym - 51. miejsce
- Fabio Maj

20 km łączony - 20. miejsce
30 km stylem dowolnym - 13. miejsce
50 km stylem klasycznym - 14. miejsce
- Fabio Santus

50 km stylem klasycznym - 26. miejsce
- Cristian Saracco

15 km stylem klasycznym - 28. miejsce
- Freddy Schwienbacher

Sprint - 5. miejsce
15 km stylem klasycznym - 26. miejsce
- Fulvio Valbusa

Sprint - 27. miejsce
15 km stylem klasycznym - 31. miejsce
20 km łączony - 18. miejsce
- Cristian Zorzi

Sprint - 
30 km stylem dowolnym - 9. miejsce
- Fabio Maj
Giorgio Di Centa
Pietro Piller Cottrer
Cristian Zorzi

sztafeta - 
Kobiety
- Stefania Belmondo

10 km stylem klasycznym - 
10 km łączony - 11. miejsce
15 km stylem dowolnym - 
30 km stylem klasycznym - 
- Antonella Confortola

10 km stylem klasycznym - 34. miejsce
15 km stylem dowolnym - 16. miejsce
30 km stylem klasycznym - 19. miejsce
- Magda Genuin

Sprint - 22. miejsce
- Marianna Longa

10 km stylem klasycznym - 20. miejsce
30 km stylem klasycznym - 33. miejsce
- Karin Moroder

Sprint - 26. miejsce
- Cristina Paluselli

10 km stylem klasycznym - 39. miejsce
10 km łączony - 53. miejsce
- Gabriella Paruzzi

Sprint - 8. miejsce
10 km łączony - 8. miejsce
15 km stylem dowolnym - 6. miejsce
30 km stylem klasycznym - 
- Sabina Valbusa

Sprint - 17. miejsce
10 km łączony - 9. miejsce
15 km stylem dowolnym - 10. miejsce
- Marianna Longa
Gabriella Paruzzi
Sabina Valbusa
Stefania Belmondo

sztafeta - 6. miejsce

### Łyżwiarstwo figurowe
Mężczyźni
- Angelo Dolfini

soliści - 26. miejsce
Kobiety
- Silvia Fontana

solistki - 10. miejsce
- Vanessa Giunchi

solistki - 10. miejsce
Pary
- Michela Cobisi
Ruben De Prà

Pary sportowe - 19. miejsce
- Barbara Fusar Poli
Maurizio Margaglio

Pary taneczne - 
- Federica Faiella
Massimo Scali

Pary taneczne - 18. miejsce

### Łyżwiarstwo szybkie
Mężczyźni
- Davide Carta

500 m - 23. miejsce
1000 m - 26. miejsce
- Stefano Donagrandi

1500 m - 24. miejsce
5000 m - 20. miejsce
- Enrico Fabris

1500 m - 26. miejsce
5000 m - 16. miejsce
- Dino Gillarduzzi

500 m - 30. miejsce
1000 m - 36. miejsce
- Ermanno Ioriatti

500 m - DNF
- Roberto Sighel

1500 m - 31. miejsce
5000 m - 7. miejsce
10000 m - 7. miejsce
Kobiety
- Nicola Mayr

1500 m - 27. miejsce
3000 m - 22. miejsce
- Chiara Simionato

500 m - 16. miejsce
1000 m - 10. miejsce
1500 m - 16. miejsce

### Narciarstwo alpejskie
Mężczyźni
- Giancarlo Bergamelli

slalom - DNF
- Massimiliano Blardone

gigant - 8. miejsce
- Alessandro Fattori

zjazd - 19. miejsce
supergigant - DNF
kombinacja - 13. miejsce
- Roland Fischnaller

zjazd - 17. miejsce
supergigant - 17. miejsce
- Kristian Ghedina

zjazd - 35. miejsce
- Alan Perathoner

slalom - DNF
- Alexander Ploner

gigant - DNF
- Alessandro Roberto

gigant - 22. miejsce
- Giorgio Rocca

gigant - 26. miejsce
slalom - DNF
- Patrick Staudacher

supergigant - 18. miejsce
kombinacja - 7. miejsce
- Kurt Sulzenbacher

zjazd - 22. miejsce
supergigant - 26. miejsce
kombinacja - DNS
- Edoardo Zardini

slalom - DNF
Kobiety
- Silke Bachmann

gigant - 16. miejsce
slalom - 18. miejsce
- Patrizia Bassis

zjazd - 17. miejsce
supergigant - DNF
kombinacja - 21. miejsce
- Daniela Ceccarelli

zjazd - 20. miejsce
supergigant - 
kombinacja - 15. miejsce
- Nicole Gius

gigant - 19. miejsce
slalom - 10. miejsce
- Denise Karbon

gigant - 14. miejsce
slalom - DNF
- Isolde Kostner

zjazd - 
supergigant - 13. miejsce
- Karen Putzer

supergigant - 
gigant - 10. miejsce
- Lucia Recchia

zjazd - 24. miejsce
kombinacja - 18. miejsce
- Elena Tagliabue

kombinacja - 19. miejsce
- Sonia Vierin

slalom - DNF

### Narciarstwo dowolne
Mężczyźni
- Simone Galli

jazda po muldach - 25. miejsce

### Saneczkarstwo
Mężczyźni
- Wilfried Huber

jedynki - 9. miejsce
- Reinhold Rainer

jedynki - 12. miejsce
- Armin Zöggeler

jedynki - 
- Gerhard Plankensteiner
Oswald Haselrieder

dwójki - 7. miejsce
- Christian Oberstolz
Patrick Gruber

dwójki - 17. miejsce
Kobiety
- Maria Feichter

jedynki - 22. miejsce
- Natalie Obkircher

jedynki - 17. miejsce
- Waltraud Schiefer

jedynki - 16. miejsce

### Short track
Mężczyźni
- Fabio Carta

500 m - 9. miejsce
1000 m - 6. miejsce
1500 m - 4. miejsce
- Nicola Franceschina

500 m - 12. miejsce
- Nicola Rodigari

1000 m - 13. miejsce
1500 m - 14. miejsce
- Nicola Franceschina
Nicola Rodigari
Fabio Carta
Maurizio Carnino
Michele Antonioli

sztafeta - 
Kobiety
- Marta Capurso

500 m - 11. miejsce
- Katia Zini

1000 m - DSQ
1500 m - 27. miejsce
- Mara Zini

500 m - 8. miejsce
1000 m - 11. miejsce
1500 m - 9. miejsce
- Marta Capurso
Mara Zini
Evelina Rodigari
Marinella Canclini
Katia Zini

sztafeta - 5. miejsce

### Skeleton
Mężczyźni
- Christian Steger - 19. miejsce

Kobiety
- Dany Locati - 9. miejsce

### Skoki narciarskie
Mężczyźni
- Roberto Cecon

Skocznia duża - 19. miejsce
Skocznia normalna - 19. miejsce

### Snowboard
Mężczyźni
- Walter Feichter

gigant równoległy - 8. miejsce
- Roland Fischnaller

gigant równoległy - 19. miejsce
- Giacomo Kratter

halfpipe - 4. miejsce
- Kurt Niederstätter

gigant równoległy - 22. miejsce
- Simone Salvati

gigant równoległy - DNF
Kobiety
- Isabella Dal Balcon

gigant równoległy - 7. miejsce
- Kelly Clark

gigant równoległy - 
- Dagmar Mair unter der Eggen

gigant równoległy - 9. miejsce
- Alessandra Pescosta

halfpipe - 16. miejsce
- Marion Posch

gigant równoległy - 12. miejsce
- Lidia Trettel

gigant równoległy - 